# Мимовільна пам'ять

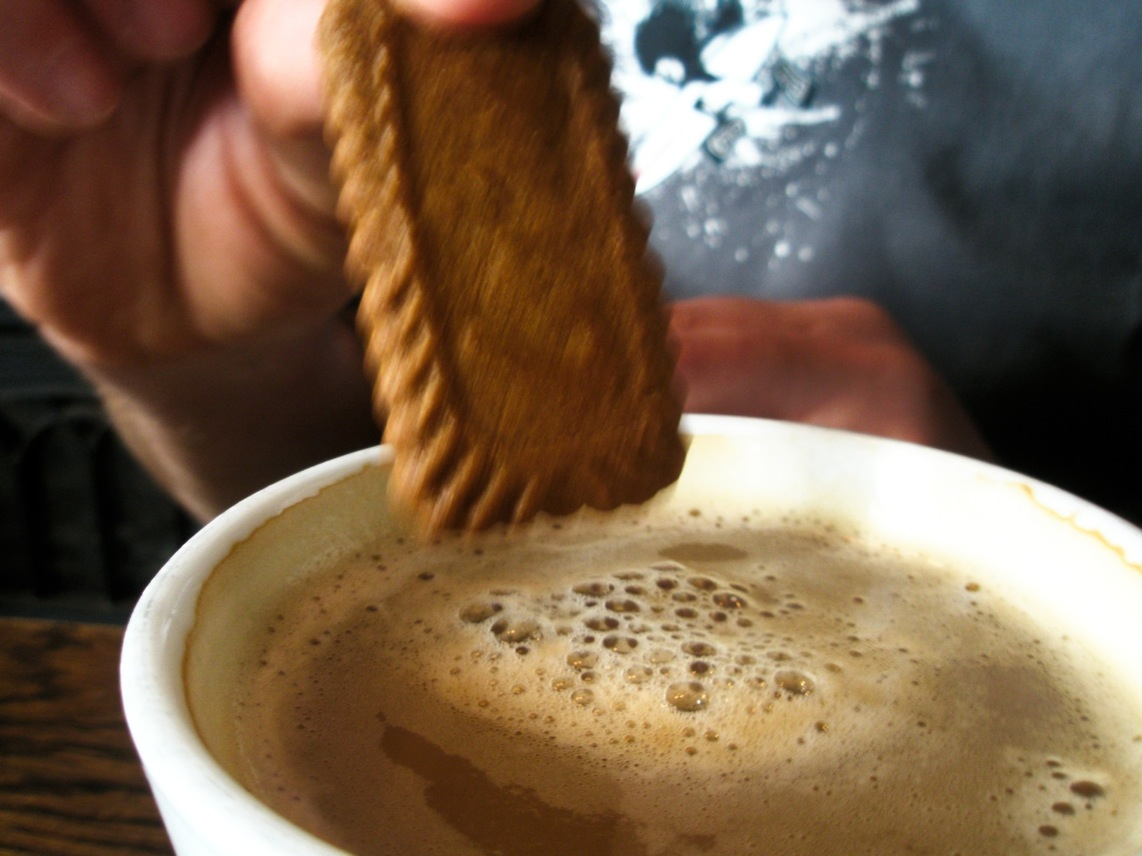
Марсель Пруст у романі на «На Сванову сторону» (У пошуках утраченого часу) описує автобіографічний епізод, коли герой твору згадує смак липового чаю із печивом, яке він куштував у дитинстві.

Мимові́льна па́м'ять — це запам'ятовування і відтворення інформації, за якого відсутня спеціальна мета щось запам'ятати; один з видів пам'яті. Цей вид пам'яті з'являється в ранньому дитинстві і обслуговує процес набуття дитиною певних навичок. Мимовільна пам'ять є підґрунтям для виникнення довільної, що починає розвиватися набагато пізніше, і удосконалюється у взаємодії із нею.

## Значення
У структурі різних видів діяльності воно підпорядковане вирішенню пізнавальних або практичних завдань, забезпечуючи закріплення слідів всіх проміжних і кінцевих результатів кожної дії й діяльності в цілому. Людина може мимоволі запам'ятати зміст і форму всіх сприйманих образів, текстів, результати своїх дій. Так запам'ятовується, наприклад, зміст бесіди, цікавої книги, яскравого пейзажу, гострих емоційних переживань, кінофільму. Залежно від рівня активності суб'єкта мимовільне запам'ятовування може призвести до утворення більш-менш міцних слідів у нервовій системі, показувати різний рівень ефективності.

## Поняття мимовільної пам'яті
На відміну від довільної, мимовільна пам'ять довго вважалося непродуктивним, «нижчим» видом мнемічної активності. Спеціальні дослідження пам'яті показували, що правильність відтворення об'єктів становила від 10 до 50%, не більше. У цих дослідженнях створювалися умови, у яких мимовільне запам'ятовування виступало як випадковий результат тих ситуацій, де сприйняття й увага були спрямовані на якісь інші об'єкти. Низьку продуктивність запам'ятовування автори пояснили тим, що об'єкти не входили в зону сприйняття, що випробувані не звертали на них уваги. За мимовільним запам'ятовуванням твердо закріпилася репутація «випадкового» процесу. У цьому зв'язку не тільки психологи-функціоналісти, але й представники інших психологічних шкіл, а також педагоги-практики, методисти завжди надавали перевагу довільному запам'ятовуванню в навчанні. Різке протиставлення довільного й мимовільного запам'ятовування збільшувалося ще рядом інших обставин.
Так, представники функціоналістської концепції вважали, що різний ступінь активності свідомості у запам'ятовуванні (наявність або відсутність свідомого наміру) обумовлює різний характер утворених асоціацій. Мимовільне запам'ятовування як випадковий процес, не регульований свідомістю, призводить до утворення механічних зв'язків (переважно асоціацій за суміжністю). На противагу до нього, довільне запам'ятовування оцінювалося як процес свідомо регульований і тому завжди осмислений, заснований на утворенні значеннєвих зв'язків у матеріалі, що запам'ятовується. Протиставлення двох видів запам'ятовування супроводжувалося також їхнім співвіднесенням з різними механізмами.
У викладачів «теорії актів» мало місце різкий розподіл довільного й мимовільного запам'ятовування. П'єр Жане розглядав мимовільну пам'ять як «нижчу», «біологічну», рефлекторну, а довільну пам'ять — як «вищу», соціально опосередковану.

## Досліди
У дослідах Е. Киркпатрика одна група випробуваних заучувала таблицю множення, а інша група — засвоювала її шляхом практичного оперування числами. Результати мимовільного запам'ятовування таблиці лише не набагато відрізнялись від результатів довільного запам'ятовування. Автор виразив думку, що добуток чисел може бути засвоєний краще при їхньому практичному обчисленні, чим при спеціальному завчанні. У подібних експериментах мимовільне запам'ятовування не лише не поступалось, але й іноді перевершувало, по своїй ефективності, результати довільного. Однак єдине пояснення, що давали автори, зводилося до факту «високої активності свідомості». Однак основною детермінантою високої ефективності мимовільного запам'ятовування в цих умовах, як показав більш пізній аналіз.